# Kapelle Petra
Kapelle Petra ist eine deutschsprachige Indie-Rock-Band aus Hamm. Die Band ist beim Label Gute Laune Entertainment unter Vertrag.

## Geschichte
Gegründet wurde die Band im Jahr 1996 in Münster. Seitdem tritt das Trio um Gitarrist und Sänger Guido Scholz im deutschsprachigen Raum auf. Rainer Siepmann (Bass, Gesang, Orgel) und Markus Schmidt (Schlagzeug, Orgel) vervollständigen die Band.
In den Anfangsjahren wurde Kapelle Petra oftmals mit der damals populären Hamburger Schule in Verbindung gebracht. Die Band selbst hatte jedoch anfangs nicht den Anspruch, gesellschaftskritische, postmoderne und intellektuelle Themen zu bearbeiten. Kapelle Petras Lieder basierten zu Beginn weitgehend auf Humor und Melancholie, im weiteren Verlauf der Karriere erweiterte die Band ihre Texte um ernstere Themen und legte auch Perücken und Kostüme ab.
1997 erschien das Debütalbum Felsen, ein Video zum Song Sternsinger wurde produziert. 2001 und 2002 gewann die Band den regionalen Wettbewerb Hamms beste Band. 2002 folgte mit Schrank das zweite Album und wurde, ebenso wie das Debüt, ohne Plattenfirma bzw. Vertrieb veröffentlicht. Kapelle Petra begleitete 2005 die Wohlstandskinder als Support auf den letzten beiden Konzerten der Abschiedstour.
Erste nationale und mediale Bekanntheit erreichte die Band durch die virale Verbreitung ihres Musikvideos zu Geburtstag 2007. Der Song wurde mehrfach u. a. von Sarah Kuttner in ihren VIVA- und MTV-Shows gespielt und ist seitdem immer wieder im Radio und in diversen TV-Shows zu hören. 2008 erschien mit Stadtranderholung das dritte Studioalbum bei der Plattenfirma Skycap Music. Videos wurden zu Gazelle trainiert für Olympia, Uganda und Gewitter produziert. 2010 erschien in limitierter Auflage und ohne Plattenfirma das Remix-Album Ramba Zamba und Ruck Zuck, das nur auf Konzerten erhältlich war. 2011 und 2012 war Kapelle Petra als „Band im Schrank“ bei neoParadise zu sehen.
2012 entschieden sich die Musiker den Hobbystatus zu verlassen und intensivierten ehrgeizig ihr Engagement für die Band. So entstand 2013 mit Internationale Hits das vierte und bis dato erfolgreichste Studioalbum unter Skycap Music. Unter dem Motto Geht mehr auf Konzerte spielte die Kapelle etwa 70 Shows in diesem Jahr. Videos wurden zu Geht mehr auf Konzerte (mit Gastauftritten von u. a. Joko Winterscheidt, Klaas Heufer-Umlauf und Mambo Kurt), Überall diese erfolgreichen Familienväter, Über Fußball reden (welches u. a. beim Bundesligaspiel von Borussia Mönchengladbach gegen Eintracht Braunschweig im Borussia-Park gezeigt wurde), Wo andere gehen und Endlich Festival gedreht. Die Band hatte im Jahr 2013 Auftritte in der Fernsehsendungen Circus HalliGalli auf Pro7 und Samstag Live auf Sky sowie im WDR Fernsehen. In der Folge trat die Band bundesweit auf zahlreichen namhaften Festivals auf, eine nationale Clubtour (Geht mehr auf Konzerte-Tour) schloss sich an.
2014 war die Kapelle Petra auf Internationale Hits-Tour durch Deutschland. Zahlreiche Festivals, u. a. das Open Flair folgten. Im Dezember 2014 war die Band im Rahmen der Verleihung des Goldenen Umberto ein weiteres Mal bei Circus HalliGalli zu sehen. 2015 folgten weitere Club- und Festivalauftritte, unter anderem bei Bochum Total.
Am 1. Juni 2015 startete die Band über Startnext eine Crowdfundingaktion zur Finanzierung der Aufnahmen des nächsten Albums. Binnen 70 Tagen wurden 32.195 € gesammelt, das gesetzte Ziel von 25.000 € wurde hiermit deutlich überschritten. Im Rahmen der Aktion ging die Band auf eine kleine Wohnzimmerkonzert-Tournee (5 Konzerte). Am 5. Februar 2016 wurde das Album The underforgotten Table veröffentlicht. Eine knapp dreimonatige Tour zum Album folgte.
Kapelle Petra war im November und Dezember 2015 als Live-Studioband ab Folge 4 in der für den Grimme-Preis nominierten Fernsehsendung Ponyhof auf dem Pay-TV-Sender TNT Glitz zu sehen. In der zweiten Staffel (Ausstrahlung ab 4. September 2016) war die Kapelle bei allen acht Sendungen dabei.
Seit 2016 gibt es einen offiziellen Fanclub, die Kapellejugend, mit Unterorganisationen in Deutschland und Lettland.
Vom 18. Februar – 6. März 2016 war im Gustav-Lübcke-Museum in Hamm die Sonderausstellung „100 Jahre Kapelle Petra – Beklopptenpop im Wandel der Zeit“ zu sehen. Die Vernissage fand am 17. Februar statt, hier spielte die Kapelle vor geladenen Gästen ein halbstündiges Set mit Stücken aller fünf Studioalben in chronologischer Reihenfolge. Am 12. Mai 2017 wurde gemeinsam mit dem Orchester der Musikschule Hamm eine Live-DVD im Kurhaus Hamm aufgezeichnet. Im September 2017 spielte die Kapelle ein Konzert auf der Hallig Langeneß. Am 15. und 16. Dezember spielte die Band zum 20. Bühnenjubiläum alle fünf bislang veröffentlichten Alben in chronologischer Reihenfolge im Bürgerzentrum Schuhfabrik in Ahlen.
Im Frühjahr 2018 ging die Band auf Jubi-Tour um ihr 21. Jubiläum zu feiern. Auf dieser Tour wurde allabendlich die Setlist des Konzerts gemeinsam mit dem Publikum aus dem Schaffen der Band ausgelost. Am 31. August 2018 veranstaltete die Band ihr erstes eigenes Festival. Beim Kapelle Somma in Hamm waren neben Kapelle Petra unter anderem auch die Killerpilze und Elfmorgen dabei.
Das Jahr 2019 war das bis dato erfolgreichste der Band. Das Album Nackt erschien am 22. März und stieg auf Platz 41 der Deutschen Top100 Albumcharts ein und enthielt Singles wie Seitdem ich Johnny Cash bin, Weltkulturerbe, An irgendeinem Tag wird die Welt untergehen oder Also stoßen wir an. Die begleitende Nackt-Tour führte die Band bundesweit durch nahezu ausverkaufte Clubs und auf zahlreiche namhafte Festivals.
Zu Beginn des Jahres 2020 folgte eine weitere Clubtour, die kurz vor ihrem Ende von der COVID-19-Pandemie unterbrochen wurde. Konzerte in Leipzig und Soest wurden verschoben, das Abschlusskonzert der Nackt-Tour war dementsprechend am 6. März vor rund 1000 Besuchern im FZW in Dortmund mit Hi! Spencer und Lampe. Die eigentlich geplante Neuauflage des Kapelle Somma in Hamm, bei der neben Kapelle Petra unter anderem Schrottgrenze und Montreal auftreten sollten, wurde auf 2021 verschoben. Während der Corona-Zeit spielte die Band sowohl eine spontane Tour mit 47 Auftritten in 10 Tagen in ihrer Heimatregion, für die sie von Fans gebucht wurde und kurze 20-minütige Sets vor deren Häusern abhielt, als auch fünf ausverkaufte, bestuhlte Open-Air-Konzerte in Paderborn, Hamm, Dortmund, Oldenburg und Bielefeld. Ein weiteres Konzert in Hamburg folgte im September. Während der Tour verkündete die Band, dass sie im Studio an neuer Musik arbeite. Über die Fangemeinde hinaus wurde 2020 das Lied „An irgendeinem Tag wird die Welt untergehen“ bekannt, als es von Sebastian Pufpaff in seiner Sendung Noch nicht Schicht als Erkennungsmelodie eingesetzt wurde. 2021 gewann die Sendung den Grimme-Preis.
Am 29. Januar 2021 veröffentlichte die Band mit Ein bunter Strauß eine neue Single, am 26. Februar folgte mit Meine Zeit die nächste Single und gleichzeitig die Ankündigung der EP Der Frühling. Diese ist ein Teil einer Sammlung von vier EPs, die zu den verschiedenen Jahreszeiten erschienen. Die Sammlung trägt den Namen Die vier Jahreszeiten und kann als neues Album der Band angesehen werden. Im Mai 2022 sowie im Herbst 2022/Frühjahr 2023 ging es auf Die vier Jahreszeiten-Tour, bei der die Bands Lampe, Jack Pott und Angelika Express als Support-Acts auftraten. Diese führte die Band auch erstmals für Clubshows in die Niederlande und die Schweiz. Abgeschlossen wurde die Tour am 10. und 17. März 2023 mit ausverkauften Shows in Bonn und Frankfurt. Parallel arbeitete die Band an ihrem achten Studioalbum.
Mit Freibad Pommes erschien am 4. August 2023 die erste Single aus dem Album Hamm. Als Gast auf dem Song und Hauptdarsteller im Video wirkt TV-Total-Moderator und Kabarettist Sebastian Pufpaff mit. Vier weitere Vorab-Singles folgten, bevor „Hamm“ am 12. Januar 2024 veröffentlicht wurde. In der Folgewoche eröffnete die Band in Zusammenarbeit mit der Stadtverwaltung Hamm für drei Tage einen Pop up-Store in der Innenstadt von Hamm und spielte dort kleine Konzerte, als Gast war Grillmaster Flash vor Ort. Hamm stieg eine Woche später auf Platz 6 in den deutschen Albumcharts ein. Für den Februar und März 2024 ist eine Tournee geplant, diese führt die Band durch Deutschland, die Schweiz und erstmals nach Österreich. Seit 2023 wird die Band live von Ole Obering an Gitarre und Keyboard unterstützt.

## Stil
Charakteristisch für die drei Musiker in klassischer Besetzung (Schlagzeug, Gitarre, Bass) ist eine humorvolle Liveperformance. Ein besonderes Markenzeichen der Band ist eine lebende Bühnenskulptur namens „Gazelle“, die die Kapelle auf der Bühne weitestgehend passiv unterstützt. Timo „Gazelle“ Sprenger war der erste Bassist der Kapelle Petra, nahm dennoch frühzeitig die Rolle der Bühnenskulptur ein und wurde von Rainer Siepmann ersetzt. Sprenger spielt live während des Songs Ja Trompete.

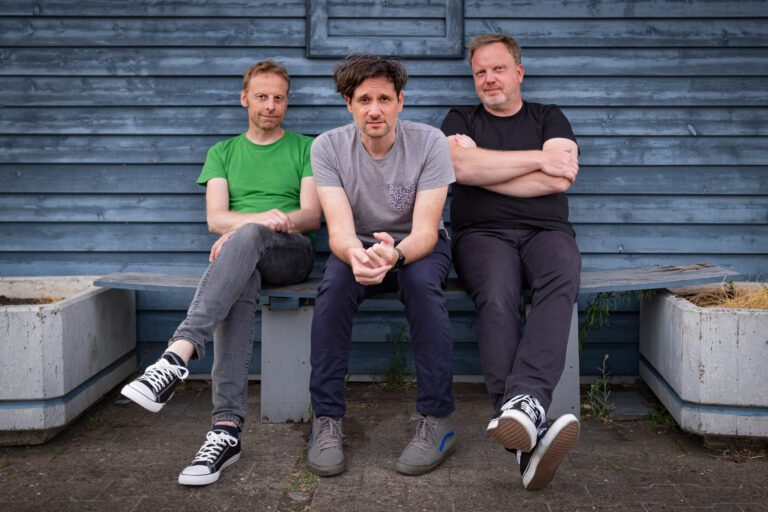
Kapelle Petra „HAMM“ (2023)
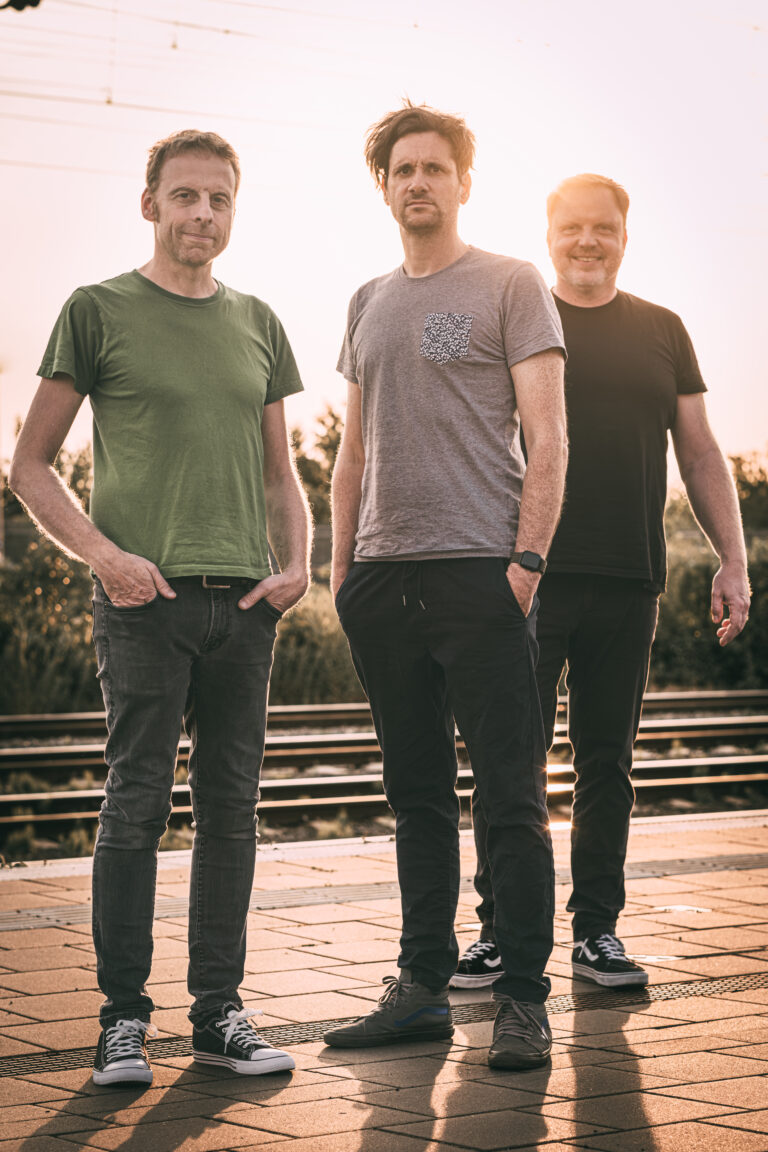
Kapelle Petra „HAMM“ (2024)
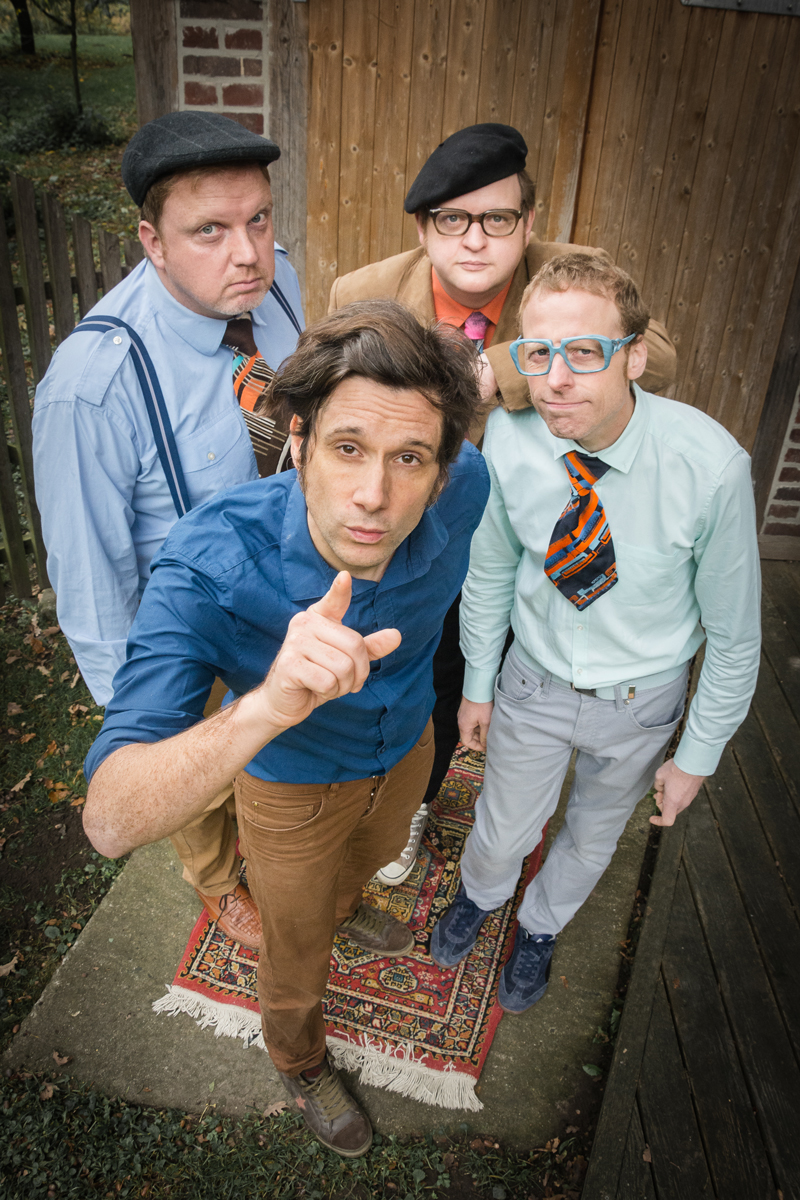
Kapelle Petra (2016)
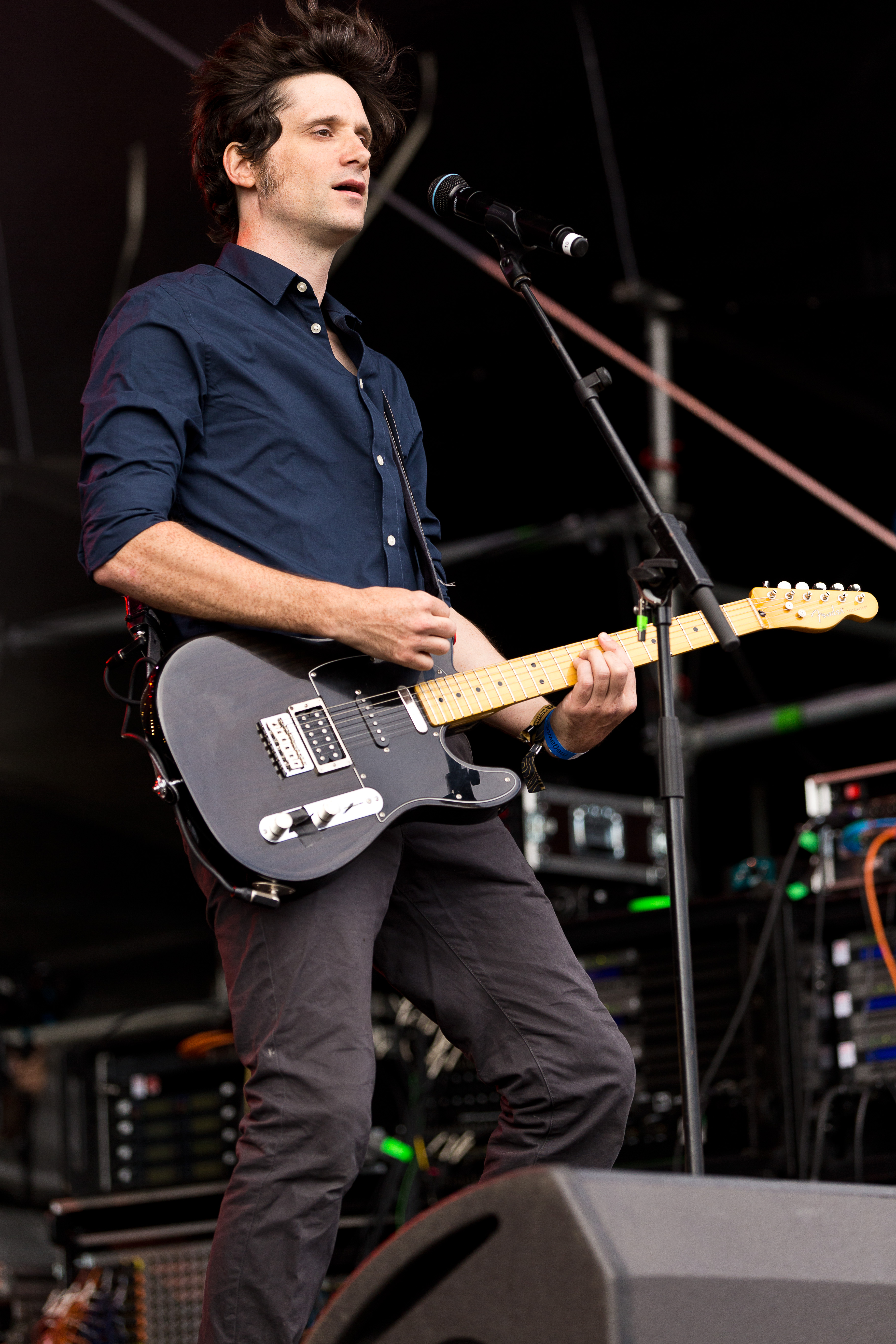
Guido „Opa“ Scholz (2016)
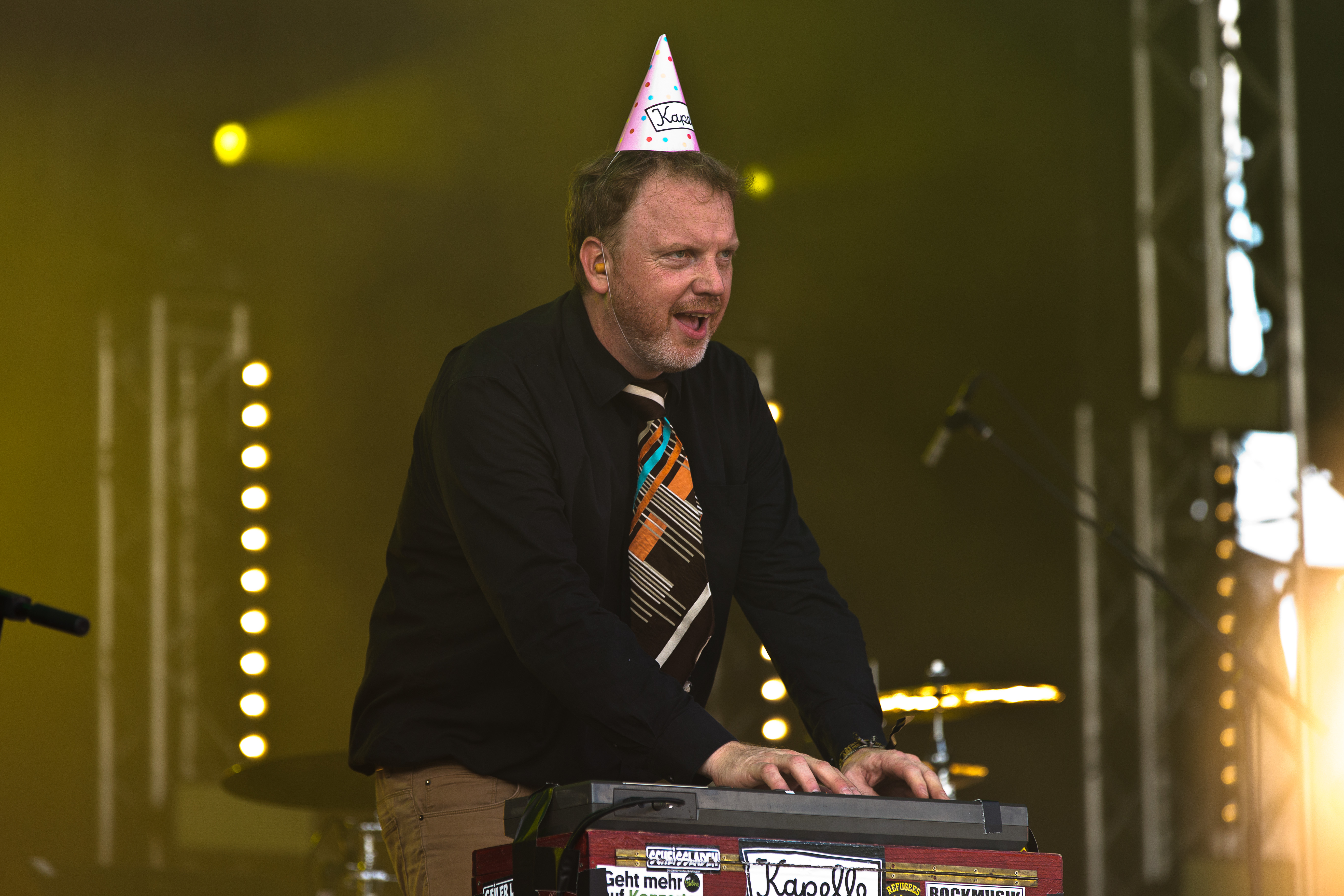
Markus „Ficken Schmidt“ Schmidt (2016)
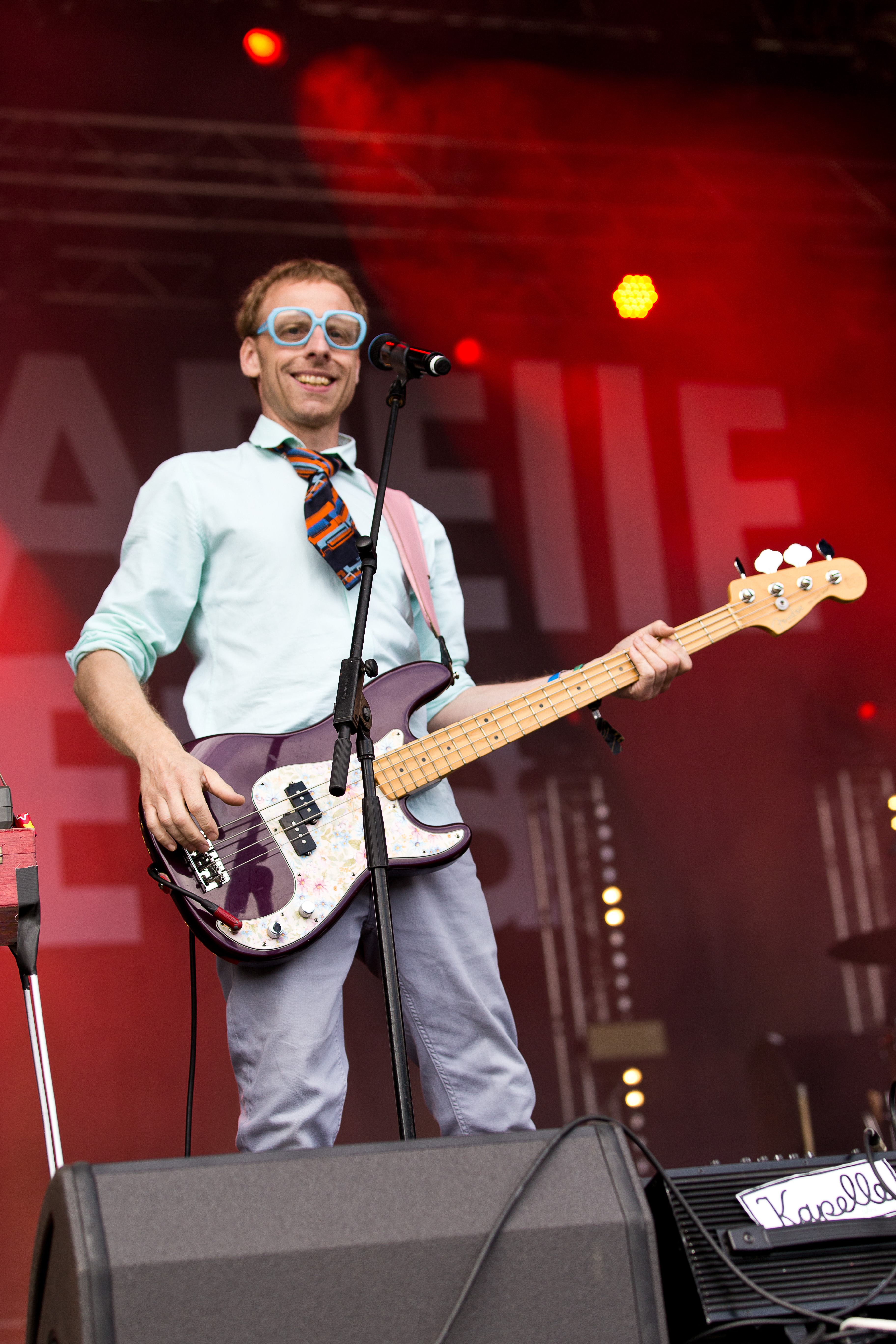
Rainer „Der tägliche Siepe“ Siepmann (2016)
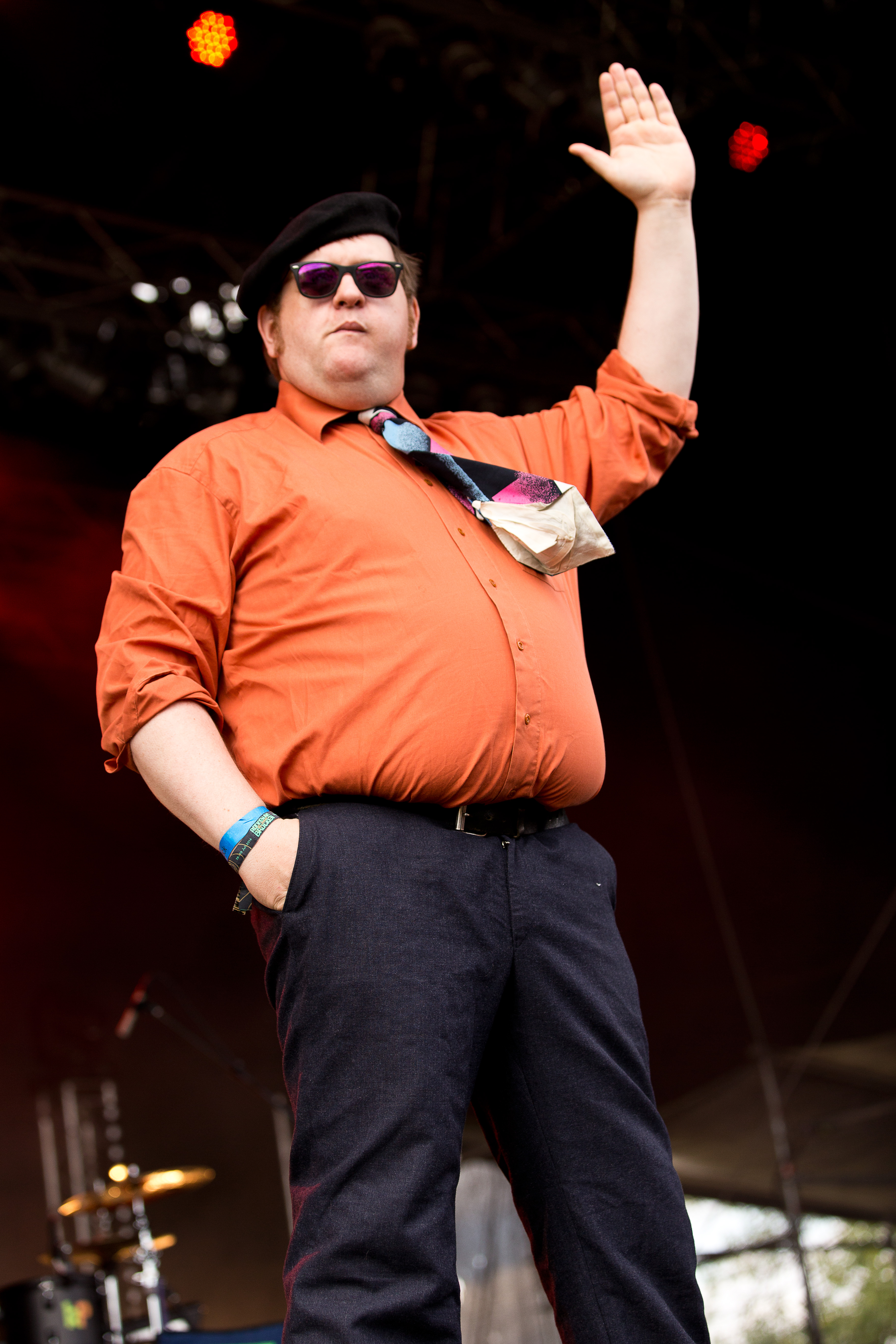
Bühnenskulptur Timo „Gazelle“ Sprenger (2016)

## Diskografie

### Studioalben
- 1997: Felsen (ohne Label)
- 2002: Schrank (ohne Label)
- 2008: Stadtranderholung (Skycap)
- 2010: Ramba Zamba und Ruck Zuck – limitierte Auflage (Remixalbum, ohne Label)
- 2013: Internationale Hits (Skycap)
- 2016: The Underforgotten Table (Skycap)
- 2019: Nackt (OMN Label Services)
- 2021: Die vier Jahreszeiten (Konzeptalbum aus vier EPs, Gute Laune Entertainment)
- 2024: Hamm (Gute Laune Entertainment)